# Anibál Nieves
Anibál Nieves Javier (ur. 11 listopada 1965) – portorykański zapaśnik walczący w obu stylach. Dwukrotny olimpijczyk. Zajął dziesiąte miejsce w Barcelonie 1992 i szesnaste w Atlancie 1996. Na igrzyskach walczył w kategorii 62 kg w stylu wolnym.
Czternaste miejsce w mistrzostwach świata w 1995. Dwukrotny medalista igrzysk panamerykańskich (srebro w 1991 i 1995) i czterokrotny mistrzostw panamerykańskich (srebro w 1991, 1992 i 1993). Trzykrotny medalista igrzysk Ameryki Środkowej i Karaibów, srebro w 1990. Drugie i trzecie miejsce na mistrzostwach Ameryki Centralnej w 1990 roku.
Zawodnik East Stroudsburg University. All-American w NCAA Division I w 1989 roku, gdzie zajął szóste miejsce.